# Ferences templom és kolostor (Gyöngyös)
A Sarlós Boldogasszony Ferences templom és kolostor Gyöngyös város egyik temploma. A városlakók köznyelvén „Barátok temploma”, vagy Ferences templom.

## Külső hivatkozások
- Ferences templom honlapja